# Madrigal de las Altas Torres
Madrigal de las Altas Torres è un comune spagnolo di 1 659 abitanti situato nella comunità autonoma di Castiglia e León.